# Svalbard Bryggeri
Svalbard Bryggeri (в переводе с норв. — «Свальбардская пивоварня») — норвежская микропивоварня, располагающаяся в Лонгйире на архипелаге Шпицберген. Находясь на 78° северной широты, пивоварня является самой северной коммерческой пивоварней в мире.

## Создание
Пивоварня была основана Робертом Йохансеном и Анной Грете в 2011 году. Её создание на архипелаге Шпицберген потребовало изменения норвежского законодательства, которое с 1928 года запрещало коммерческое производство алкогольных напитков на Шпицбергене. Чтобы добиться возможности производить пиво, Йохансен один раз в месяц на протяжении 5 лет делал звонки в государственный департамент с просьбами о снятии запрета на производство. В итоге в 2015 году, только после того, как стортинг изменил закон, а итальянский поставщик оборудования поставил и установил его, производство удалось запустить.

## Продукция

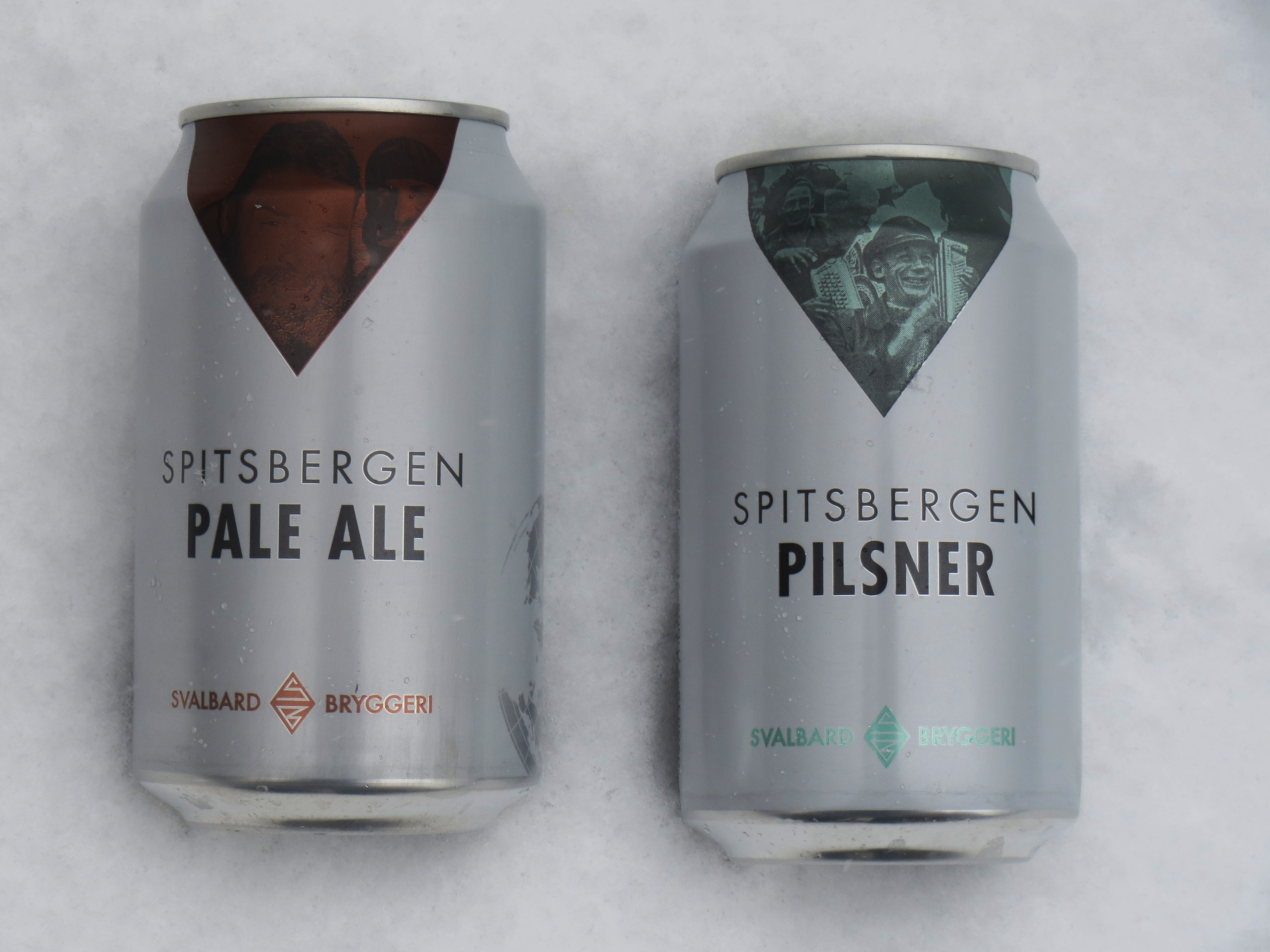
Светлый Эль и Pilsner

Пиво этой пивоварни характеризуется тем, что 16 % воды, используемой для пивоварения, составляет талый лёд с двухтысячелетнего ледника Богербрин. Солод для пива поставляется из Финляндии, хмель — со всего мира, а банки родом из Уэльса. Пивоварня производит только пять видов пива: IPA, Weissbeer, Светлый Эль, Pilsner и Stout. Банки с пивом Svalbard Bryggeri распространяются по всей материковой части Норвегии, но большая их часть идёт на экспорт.